# Oren Biton
Oren Biton (in ebraico אורן ביטון‎?; Atlit, 16 giugno 1994) è un calciatore israeliano, difensore dell'Hapoel Haifa.

## Palmarès

### Club

#### Competizioni nazionali
- Campionato israeliano: 1

Hapoel Be'er Sheva: 2017-2018
- Coppa d'Israele: 1

Hapoel Be'er Sheva: 2019-2020
- Supercoppa d'Israele: 1

Hapoel Be'er Sheva: 2017